# Khairi Chandanpur
Khairi Chandanpur (nep. खैरी चन्दनपुर) – gaun wikas samiti w zachodniej części Nepalu w strefie Bheri w dystrykcie Bardiya. Według nepalskiego spisu powszechnego z 2001 roku liczył on 1034 gospodarstw domowych i 6901 mieszkańców (3377 kobiet i 3524 mężczyzn).